# Sarkel (Festung)

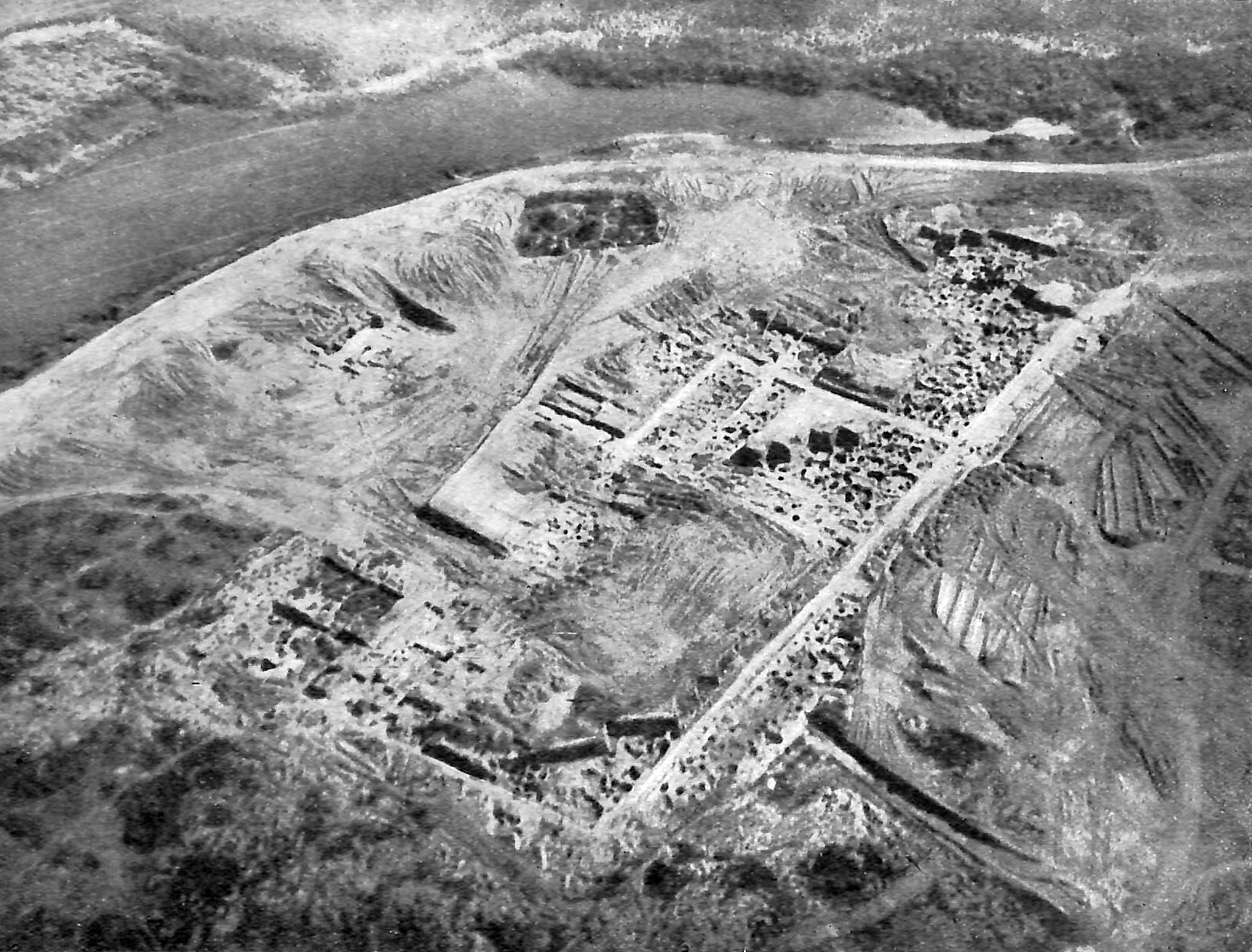
Foto aus den 1930er Jahren, Ausgrabungsstätte Sarkel

Sarkel war eine in den Jahren 838/839 mit byzantinischer Unterstützung gebaute chasarische Festungsstadt an der Kamyschinka-Ilowlja-Portage, am Ufer des unteren Don. Die Festungsstadt war von großer militärischer und wirtschaftlicher Bedeutung innerhalb des Chasarenreichs.
965 wurde sie durch die Rus erobert.
In den 1930er Jahren wurde der Fundplatz vom sowjetischen Archäologen Michail Illarionowitsch Artamonow ausgegraben. Die Ruinen versanken jedoch 1955 im Zuge der Errichtung des Zimljansker Stausees.

## Bau der Festung
Der Bau der Festungsanlage begann im Jahr 838 und wurde durch den byzantinischen Kaiser Konstantin Porphyrogenetos in seinem Staatshandbuch „De Administrando Imperio“ ausführlich beschrieben. Die Chasaren baten den byzantinischen Kaiser Theophilos um Hilfe für den Bau dieser Festung, die als Absicherung der Steppe gegen militärische Bedrohungen durch Stämme der Magyaren und anderer fungieren sollte. Der Bau einer solchen Festungsstadt ist auch als ein Versuch zu sehen, den Fernhandel am Don zu gewährleisten. Theophilos sicherte seinen strategischen Verbündeten die Unterstützung zum Bau zu, da auch die Byzantiner ein Interesse am Schutz vor militärischen Vorstößen von nomadischen Stämmen hatten. Der Bau der Festung soll von einem Byzantiner namens Petronas geleitet worden sein, dem insbesondere die erbaute Ziegelbrennerei zu verdanken ist, wenngleich die archäologischen Ausgrabungen wenig byzantinische Bautechniken sichtbar machten.